# 애들 생각
《애들 생각》은 2019년 4월 9일부터 2019년 6월 4일까지 tvN에서 방영된 토크 쇼 프로그램이다.

## 기획 의도
관찰 카메라를 통해 부모와 자녀의 일상을 살펴보고 또래 10대들의 생각을 들어본다! 스튜디오에서 펼쳐지는 '부모 vs 10대 패널'의 불꽃 튀는 토크 썰전! 사춘기 리얼 Talk <애들 생각> 